# Al-Nassr Football Club 2013-2014
 Questa voce raccoglie le informazioni riguardanti l'Al-Nassr Football Club nelle competizioni ufficiali della stagione 2013-2014.

## Organico

### Rosa 2013-2014
| N. |                           | Ruolo | Calciatore                |
| -- | ------------------------- | ----- | ------------------------- |
| 2  | Bahrein (bandiera)        | D     | Mohamed Husain            |
| 3  | Arabia Saudita (bandiera) | D     | Abdulla Madou             |
| 4  | Arabia Saudita (bandiera) | D     | Omar Hawsawi              |
| 86 | Polonia (bandiera)        | C     | Adrian Mierzejewski       |
| 7  | Arabia Saudita (bandiera) | C     | Abdulrahman Al-Qahtani    |
| 8  | Arabia Saudita (bandiera) | C     | Yahya Al-Shehri           |
| 10 | Arabia Saudita (bandiera) | A     | Mohammad Al-Sahlawi       |
| 12 | Arabia Saudita (bandiera) | D     | Khalid Al-Ghamdi          |
| 13 | Arabia Saudita (bandiera) | D     | Mohamed Eid               |
| 14 | Arabia Saudita (bandiera) | C     | Ibrahim Ghaleb            |
| 15 | Arabia Saudita (bandiera) | C     | Abdoh Otaif               |
| 16 | Brasile (bandiera)        | C     | Rafael Bastos             |
| 18 | Ecuador (bandiera)        | A     | Armando Wila              |
| 19 | Arabia Saudita (bandiera) | C     | Mus'ab Al-Otaibi          |
| 20 | Arabia Saudita (bandiera) | D     | Ibrahim Al-Zubaidi        |
| 21 | Arabia Saudita (bandiera) | C     | Fahad Muqbil N Al-Rashidi |
| 22 | Arabia Saudita (bandiera) | P     | Abdullah Al-Enezi         |
| 23 | Arabia Saudita (bandiera) | A     | Saud Hamood               |
| 24 | Arabia Saudita (bandiera) | D     | Hussain Abdulghani        |
| 25 | Arabia Saudita (bandiera) | C     | Khaled Al-Zylaeei         |

| N. |                           | Ruolo | Calciatore           |
| -- | ------------------------- | ----- | -------------------- |
| 26 | Arabia Saudita (bandiera) | C     | Shaya Sharahili      |
| 27 | Arabia Saudita (bandiera) | C     | Awadh Khames         |
| 28 | Arabia Saudita (bandiera) | P     | Bader Al-Deayea      |
| 29 | Arabia Saudita (bandiera) | A     | Ahmed Al-Jaizani     |
| 30 | Arabia Saudita (bandiera) | C     | Abdulaziz Al-Dheyabi |
| 31 | Arabia Saudita (bandiera) | P     | Abdullah Al-Shammeri |
| 32 | Arabia Saudita (bandiera) | D     | Talal Assiri         |
| 33 | Arabia Saudita (bandiera) | P     | Mutab Aseri          |
| 34 | Arabia Saudita (bandiera) | C     | Abdulmohsen Asiri    |
| 37 | Arabia Saudita (bandiera) | C     | Ayman Ftayni         |
| 40 | Arabia Saudita (bandiera) | D     | Fahad Al-Yami        |
| 88 | Arabia Saudita (bandiera) | A     | Abdulaziz Al-Sa'ran  |
| 99 | Arabia Saudita (bandiera) | A     | Hassan Al-Raheb      |
|    | Arabia Saudita (bandiera) | D     | Jamaan Al-Dawssari   |
|    | Arabia Saudita (bandiera) | C     | Abdulellah Al-Nassar |
|    | Mali (bandiera)           | A     | Modibo Maïga         |
|    | Brasile (bandiera)        | A     | Élton Brandão        |
|    | Uruguay (bandiera)        | A     | Rodrigo Mora         |